# Lukas Podolski
Lukas Podolski (født 4. juni 1985 i Gliwice, Polen) er en tysk fodboldspiller af polsk afstamning, der spiller som angriber hos Górnik Zabrze . Han startede sin karriere hos 1. FC Köln som ungdomsspiller, og blev indlemmet i holdets seniortrup i 2003. I 2006 blev han solgt til FC Bayern München, hvor han spillede de følgende tre år. Han var med til at vinde både Bundesligaen og DFB-Pokalen med holdet i 2008, men skiftede i sommeren 2009 tilbage til FC Köln, da han aldrig opnåede en fast plads på Bayerns hold. i 2012 Skiftede han til Arsenal F.C. efter UEFA Euro 2012 og scorede 2 mål mod sin gamle klub 1. Köln i en venskabskamp, hvor fansene havde mulighed for at sige farvel til Podolski. I sommeren 2015 skrev Podolski kontrakt med tyrkiske Galatasaray, og scorede i sin første kamp mod spanske Celta Vigo som var en træningskamp. Han har sin egen tøjbutik, ved navn Strassen Kicker, som ligger i gågaden i Köln.

## Landshold
Podolski står noteret for 130 kampe og 49 scoringer for Tysklands landshold, som han debuterede for den 6. juni 2004 i en venskabskamp mod Ungarn. Han har repræsenteret Tyskland ved EM i 2004, VM i 2006, EM i 2008, VM i 2010, EM i 2012, VM i 2014 og EM i 2016. Ved VM i 2014, der blev afholdt i Brasilien, vandt han guld med tyskerne. Podolski stoppede landsholdskarrieren efter EM 2016 og spillede sin afskedskamp den 22. marts 2017.

## Titler
Bundesligaen
- 2008 med FC Bayern München

DFB-Pokal
- 2008 med FC Bayern München

DFB-Ligapokal
- 2007 med FC Bayern München

FA Cup
- 2014 med Arsenal